# Gare d'Avennes
La gare d’Avennes est une ancienne gare ferroviaire belge de la ligne 127, de Landen à Statte, située à Avennes, section de la commune de Braives, dans la Province de Liège en Région wallonne.

## Situation ferroviaire
La gare d’Avennes était située au point kilométrique (pk) 13,90 de la ligne 127, de Landen à Statte entre la halte de Villers-le-Peuplier et la gare de Braives.

## Histoire
La ligne de Landen à Statte, construite par la Société anonyme du chemin de fer Hesbaye-Condroz, est inaugurée par les Chemins de fer de l'État belge le 22 novembre 1875. La gare est implantée à une certaine distance du village, alors que la ligne le traverse de part en part.
La ligne ferme aux voyageurs en 1963 et les trains de marchandises cessent de rouler entre Statte et Hannut en 1982. Le bâtiment de la gare est démoli en 1973 ou 1974. Les rails restent entretenus jusqu’en 1992 afin de pouvoir réutiliser cette ligne pour des raisons stratégiques. Elle est par la suite démantelée entre Landen et Moha, un RAVeL étant créé entre Landen et Huccorgne.

## Patrimoine ferroviaire
Le bâtiment des recettes, correspondait au type standard de la compagnie Hesbaye-Condroz. Réalisé entièrement en briques, avec de l'enduit côté voies, il comportait un corps de logis à deux étages de largeur importante (trois travées) avec une seule travée latérale sous toit en bâtière transversale et une extension à toit plat. De l'autre côté se trouvait une aile longitudinale de sept travées latérales. Contrairement à de nombreuses constructions identiques des lignes 127 et 126 — dont celui de la gare de Braives toujours présent en 2022 — il n'a pas fait l'objet d'agrandissements conséquents du côté du corps de logis. En 1898, l'aile contenant la salle d'attente a été agrandie et dotée d'un magasin pour les marchandises.